# Bakteriell tillväxt
Bakterier kan både växa i storlek och i antal. Det är vanligen tillväxten i antal som avses när man talar om bakteriell tillväxt.
När en bakterie delar sig bildas två nya dotterceller som är genetiskt identiska med modercellen (förutsatt att det inte skedde någon mutation när cellens DNA replikerades). Om antalet nya celler är större än det antal celler som dör, kommer mängden celler att öka exponentiellt.

## Den bakteriella tillväxtkurvan

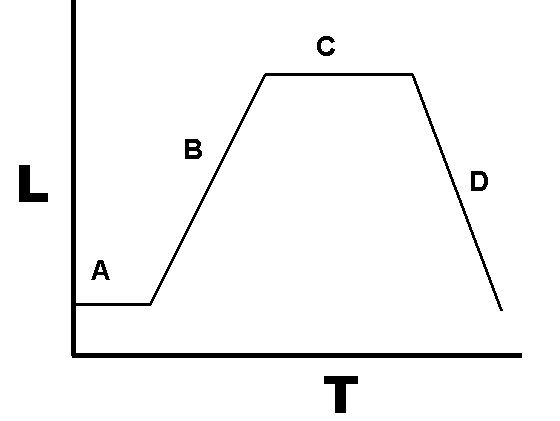
Den bakteriella tillväxtkurvan. L – log(antal celler); T – tid; A – lag-fas; B – log-fas; C – Stationärfas; D – Dödsfas

I den bakteriella tillväxtkurvan använder man sig som regel av en logaritmisk skala, där man sätter av log(antal celler) på y-axeln mot tid på x-axeln.

### Fördröjningsfas (lag-fas)
När en bakteriecell kommer ner i ett nytt medium tar det en stund innan den börjar dela sig. Detta beror på att den måste ställa om sig till den nya miljön genom att exempelvis producera enzymer som behövs i den nya miljön.
Den tid som behövs för cellen att ställa om till den nya miljön kallas för fördröjningsfas eller ibland lag-fas (efter engelskans lag, fördröjning).

### Exponentiell fas (log-fas)
När bakterierna väl sätter igång att dela sig, kommer tillväxten att ske exponentiellt (logaritmiskt). Under optimala förhållanden för exempelvis E. coli fördubblas antalet bakterier ungefär var 20:e minut. 

### Stationärfas
Efter hand som mängden avfallsprodukter ansamlas och mängden näring avtar, avstannar också tillväxten. När antalet nybildade celler är lika stort som antalet döda celler, har cellkulturen nått stationärfasen. 

### Deklinationsfas (dödsfas)
Till slut blir förhållandena så dåliga för bakterierna, att antalet döda celler överstiger antalet nybildade. Då sjunker det totala antalet celler i kulturen. 

### Accelerationsfas och retardationsfas
Ibland kallar man starten på log-fasen för accelerationsfas, eftersom tillväxten då börjar ta fart. På samma sätt kallar man ibland slutet på log-fasen för retardationsfas, då tillväxten börjar avta.